# Wilhelmshort
Bzinica Nowa (německy Wilhelmshort, česky Vilémov) je vesnice v Horním Slezsku, Polsko. Nachází asi pět kilometrů od města Dobrodzień (Guttentag) v opolském vojvodství, okrese Olesno, gmině Dobrodzień.

## Historie
Vesnice byla založena v roce 1904 potomky českých pobělohorských exulantů v lesích někdejšího pruského Slezska – po velkém požáru v blízkém Friedrichově Hradci. Ve Friedrichově Hradci se kvůli rostoucímu počtu obyvatel Češi už těžko uživili. Proto hradecký farář Kmeť hledal a nalezl vhodné místo pro založení nové kolonie. Ačkoliv o nově naplánovanou obec nedaleko F. Hradce a Petrovic projevilo zájem 63 českých rodin, chyběly jim peníze. Proto z 200 hektarů lesa bylo 30–40 hektarů nabídnuto krajanům ze Sacken, kde nabídku jmenovitě přijali: Friedrich Karlíček, Karel Karlíček, Karel Pospíšil a Josef Šívek. Tito lidé poskytli půjčky dalším kolonistům, takže ke koupi pozemku došlo. Mezi zakladatele Vilémova také prokazatelně patřili: Kratochvíl, Malý, Mundil a Střelec z Friedrichova Hradce. Na podzim roku 1904 začalo kácení lesa a bylo vyměřeno 63 farem. V následujících letech byl zřízen hřbitov s malou kaplí, postavena škola a otevřen obchod.
Při plebiscitu v Horním Slezsku 20. března 1921 hlasovalo 99 oprávněných voličů pro setrvání v Německé říši, pro připojení k nově vytvořené druhé Polské republice byli 3 obyvatelé, takže Wilhelmshort zůstal Německu. V letech 1919–1921 byli Češi i Němci nuceni chránit své domovy před organizovanými polskými nočními útoky domobranou (Selbstuschutz), přičemž čtyři čeští obránci Vilémova byli Poláky zavražděni. V roce 1933 žilo ve Vilémově 230 obyvatel a v roce 1939 o 32 víc.
Po skončení 2. světové války (1945) se vesnice dostala pod polskou správu a byla přejmenována na Nowa Bzinica. Zprvu byla zařazena do Slezského vojvodství, v roce 1950 ležela v Opolském vojvodství, v letech 1975–1998 v Čenstochovském vojvodství a od roku 1999 je zpět v Opolském vojvodství. Znovu přejmenována byla dne 1. ledna 2007 jako Bzinica Nowa a 4. července 2008 dostala další oficiální místní název Wilhelmshort. Vyhnané české obyvatele přijalo v roce 1945 Německo.